# NGC 6286
NGC 6286 је спирална галаксија у сазвежђу Змај која се налази на NGC листи објеката дубоког неба.
Деклинација објекта је + 58° 56' 15" а ректасцензија 16h 58m 31,6s. Привидна величина (магнитуда) објекта NGC 6286 износи 13,3 а фотографска магнитуда 14,1. NGC 6286 је још познат и под ознакама UGC 10647, MCG 10-24-84, CGCG 299-40, IRAS 16577+5900, PRC C-51, ARP 293, PGC 59352.